# Guli
Guli is een bestuurslaag in het regentschap Boyolali van de provincie Midden-Java, Indonesië. Guli telt 5290 inwoners (volkstelling 2010).